# Dili (tỉnh)
Dili là một trong 13 quận của Đông Timor, bao gồm cả thủ đô Dili. Dân số toàn quận là 167.777 người (2004, hầu hết trong số đó sống tại thủ đô. Quận có diện tích 372 km². Dili là quận nhỏ nhất tại Đông Timor nhưng lại có dân số đông nhất. Quận nằm ở phía bắc của hòn đảo Timor và giáp với biển Savu. Quận có ranh giới với Manatuto ở phái đông, Aileu ở phía nam, và Liquiçá ở phía tây. Đảo Atauro, nằm ở phía bắc và đối diện với thủ đô là một đơn vị hành chính của quận.

## Hành chính
- Nain Feto
- Vera Cruz
- Dom Aleixo
- Cristo Rei
- Metinaro
- Atauro

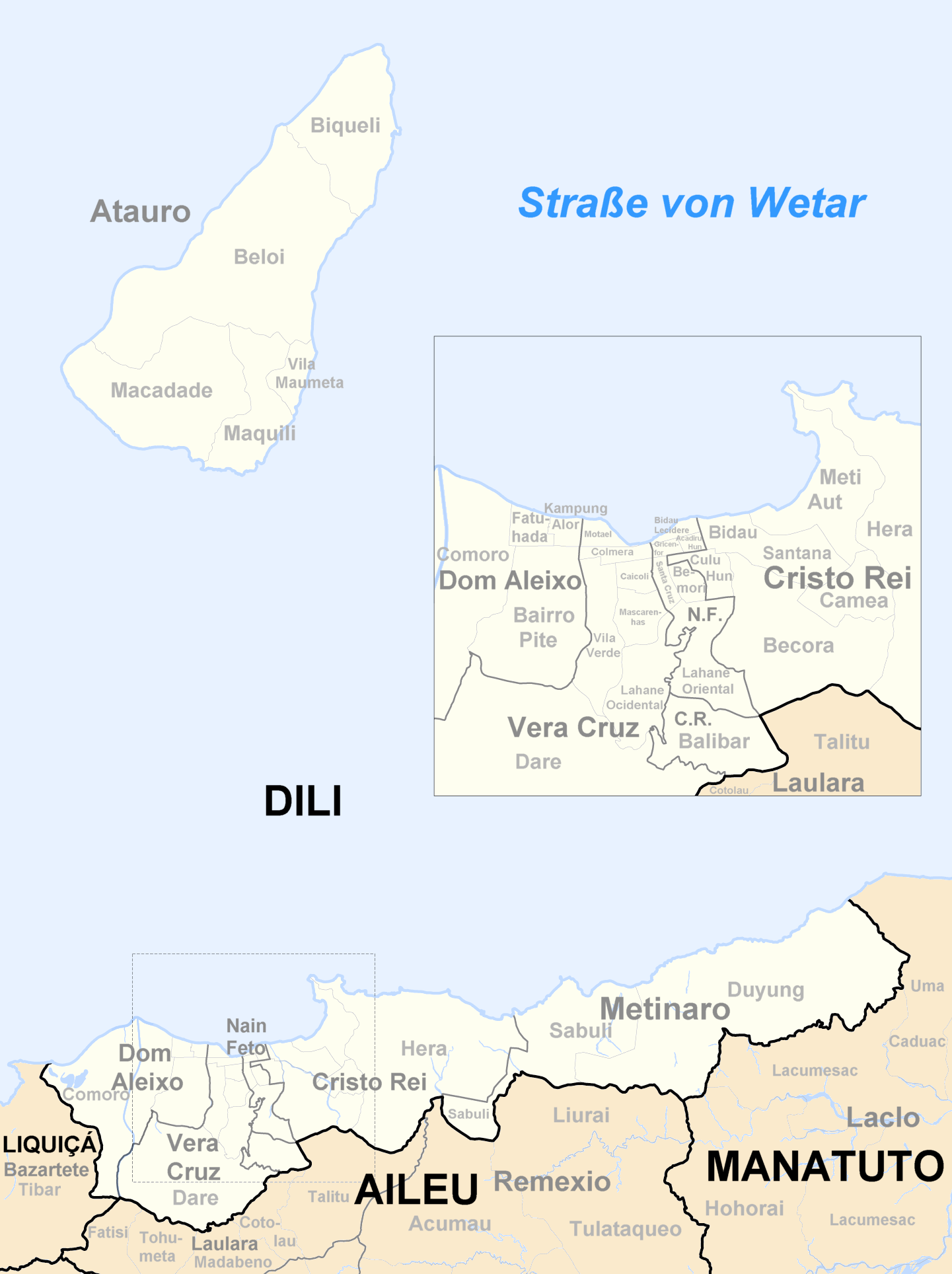
Subdivisions of the district
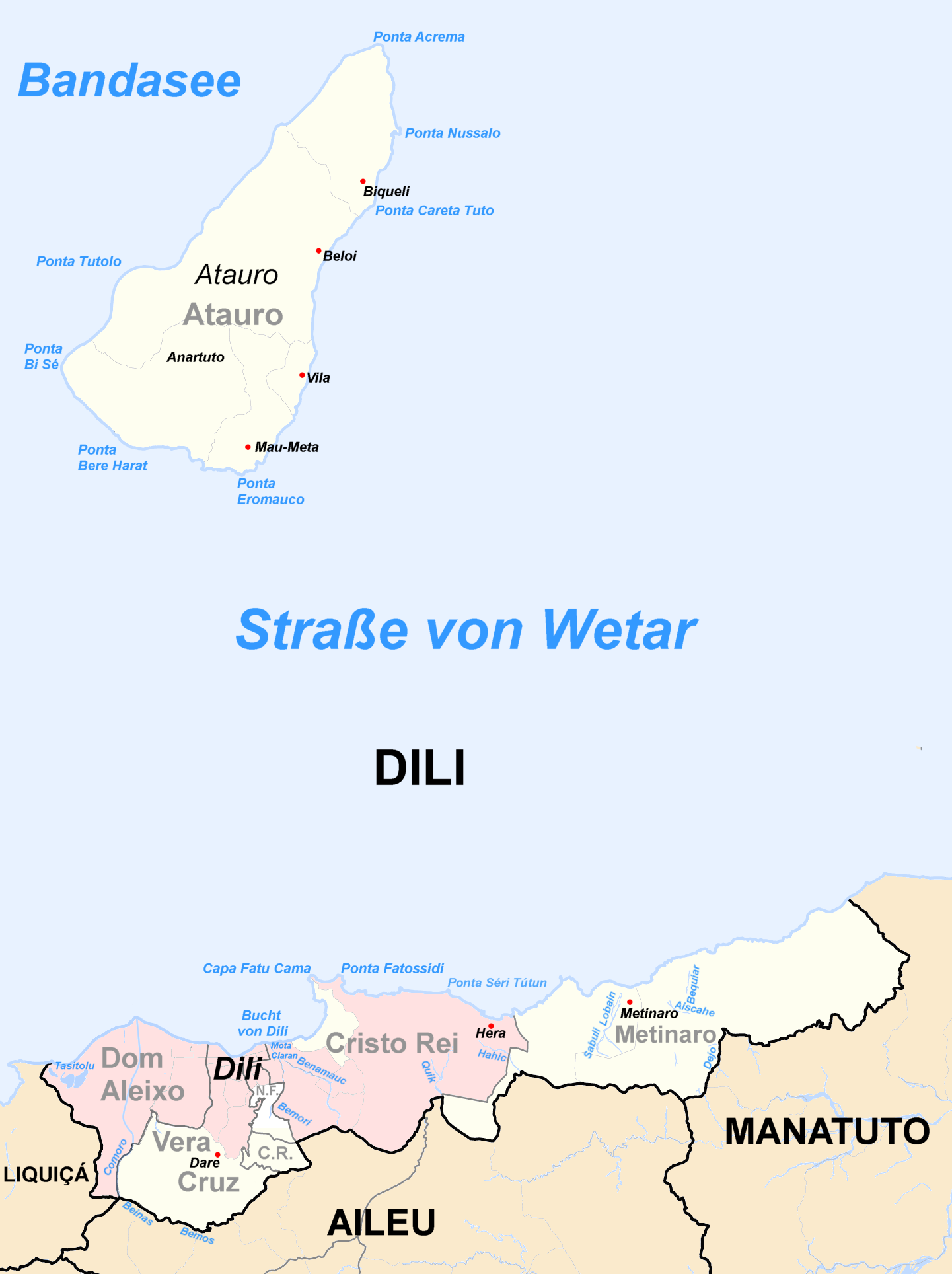
Cities in the district of Dili